# Fehrenbach (Masserberg)
Fehrenbach ist eine Ortschaft in der Gemeinde Masserberg in der Fehrenbacher Schweiz in Thüringen. Unweit des Dorfes entspringt die Werra.

## Geografie
Fehrenbach liegt in einer Höhe von etwa 570 bis 620 Metern im oberen Tal der Biber unterhalb des drei Kilometer entfernten Rennsteigs. Die unmittelbare Umgebung wird wegen der felsenreichen Berghänge als Fehrenbacher Schweiz bezeichnet.

## Geschichte
Ursprung von Fehrenbach ist eine Glashütte, die 1564 von dem Glasmeister Hans Breitenbach und dessen Frau Margarethe gegründet wurde. Die an der Mündung des Fehrenbachs in die Biber gelegene Glashütte wurde 1567 stillgelegt. Durch die Initiative von Glasmeistern aus Langenbach (heute Teil der Gemeinde Schleusegrund) konnte sie ab 1593 wieder in Betrieb genommen werden. Das Dorf Fehrenbach entstand durch Rodungen und die Ansiedlung von Wohnhäusern und Mühlen um die Glashütte. Aus Fehrenbach stammen die beiden Glasmeister David Schmidt und Hans Holland, die die erste Dorf-Glashütte in Gehlberg gründeten. Der Ort zählte zum Amt Eisfeld. 1666 gab es 18 Wohnhäuser mit 101 Einwohnern. Neben der Glashütte und Mahl- und Schneidmühlen wurden damals auch eine Pech- und eine Kienrußhütte genannt. Um 1729 war zeitweilig ein Eisenhammer in Betrieb. 1852 gab es knapp 500 Einwohner, die zumeist in ärmlichen Verhältnissen lebten. Der Ort galt auch später noch als einer der ärmsten Gebirgsorte. Nach der Übernahme durch Hermann Bulle 1913 legte dieser die Glashütte von 1914 bis 1920 still, wodurch sich die Notlage der Bevölkerung wie auch während der nachfolgenden Wirtschaftskrise von 1929 bis 1932 abermals verschlimmerte. Zu DDR-Zeiten blieb der Ort ein Standort der Glasproduktion, es wurden dort Verpackungsgläser und Medizinflaschen  hergestellt. Am 1. April 1997 wurde Fehrenbach durch den Zusammenschluss mit einigen umliegenden Gemeinden Ortsteil der Einheitsgemeinde Masserberg.

## Sehenswürdigkeiten

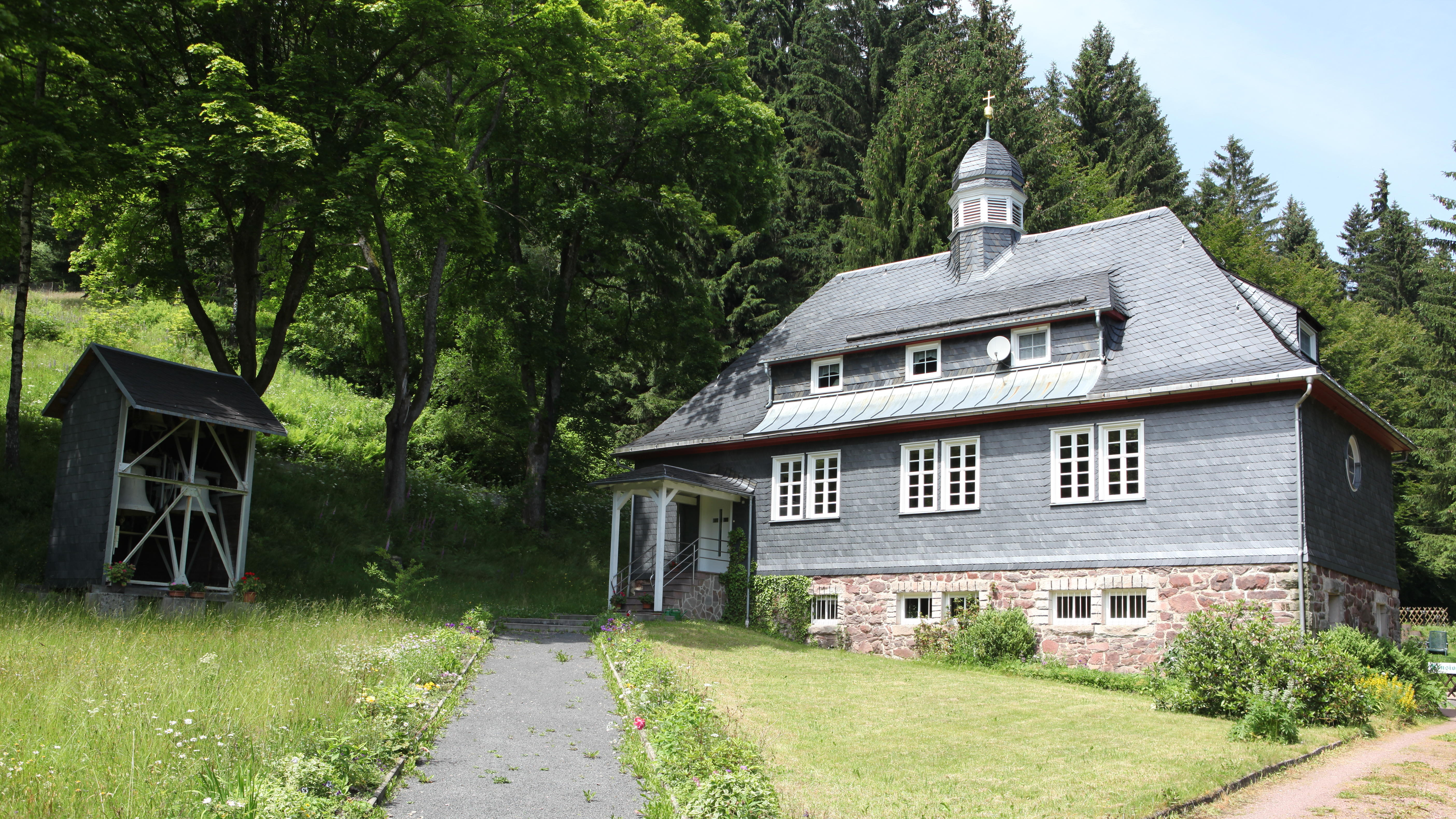
Evangelisches Kirchengemeindehaus

Am Rande des Dorfs steht das 1933 erbaute Kirchengemeindehaus Fehrenbach. Das von Wald und Wiesen umgebene Gebäude wird von der Gemeinde für kirchliche Gottesdienste genutzt und bietet eine Übernachtungsmöglichkeit für Urlauber und Wanderer.

## Tourismus
Als Erholungsort mit zahlreichen Übernachtungsmöglichkeiten etablierte sich Fehrenbach bereits ab der Wende vom 19. zum 20. Jahrhundert. Die in der Nähe des Orts an Südausläufern des Eselsbergs gelegene Werraquelle ist ein beliebtes Ausflugsziel. Einmal jährlich findet dort das sogenannte Werraquellfest statt. Neben ausgedehnten Wandermöglichkeiten gab es im Winter außer Rodeln und Langlauf auch einen Skihang mit Schlepplift. In den 1970er Jahren erfolgte der Bau des FDGB-Ferienheims „Fritz Sattler“. Es wird heute als Sport- und Wellnesshotel geführt.